# Nátrium-laurét-szulfát

A nátrium-laurét-szulfát egy elfogadott szóösszetétel (lauril + éter = laurét), pontosabb neve nátrium-lauril-éter-szulfát (SLES). Anionos tisztítószer és felületaktív anyag, mely számos tisztálkodószerben megtalálható (szappan, sampon, fogkrém stb.) általában angolul feltüntetve, Sodium laureth sulfate néven. Olcsó és hatékony habképző anyag. Kozmetikai készítményekben tisztító és emulgeáló hatása miatt használják a nátrium-lauril-szulfát (SLS), az ammónium-lauril-szulfát (ALS) és a nátrium-parét-szulfát mellett. A szappanhoz hasonlóan viselkedik.

## Kémiai szerkezete
Kémiai képlete CH3(CH2)10CH2(OCH2CH2)nOSO3Na. Az n betűvel jelölt számot olykor feltüntetik a nevében, például laurét-2-szulfát. Az etoxilcsoportok száma eltérő lehet az anyagban, erre utal az n. A kereskedelmi forgalomba hozott termékekre jellemző, hogy n=3. A nátrium-laurét-szulfát dodekanol (12 szénatomos, nyílt láncú, primer alkohol) etoxilezésével állítható elő. A keletkező etoxilátot a kénsav félészterévé alakítják, majd semlegesítik, így annak nátriumsója jön létre. Egy hasonló vegyületet, a nátrium-lauril-szulfátot (más néven nátrium-dodecil-szulfátot) is ilyen úton állítják elő, az etoxilezést leszámítva. Az SLES helyettesítésére SLS-t és az ALS-t használnak a fogyasztói cikkekben.

## Toxikológia

### Irritáció
A többi mosószerhez hasonlóan az SLES is irritatív hatású, melynek mértéke a koncentrációval nő. Állatokon és embereken végzett kísérletek azt bizonyítják, hogy irritálja a bőrt és a szemet. Az SLS szintén ilyen hatású, az SLES esetén azonban azt is kimutatták, hogy néhány embernél még az anyag bőrrel való érintkezésének megszüntetése után is jelentkeznek a tünetek.

### Egyéb
Sokáig nem voltak biztosak a nátrium-laurét-szulfát rákkeltő hatásait illetően, ma már azonban kísérletezés útján rájöttek, hogy ettől nem kell félni. Az ausztrál kormány Egészségügyi Minisztériuma arra is rájött, hogy az SLES nem lép reakcióba a DNS-sel.

### 1,4-dioxán szennyeződés
Egyes nátrium-laurét-szulfát-tartalmú szerek nyomokban (legfeljebb 279 ppm) 1,4-dioxánt is tartalmaznak; ez az előállítás során az etoxilezés mellékterméke. Az amerikai Food and Drug Administration szerint ennek szintjét nem árt ellenőrizni. Az Egyesült Államok Környezetvédelmi Ügynöksége az 1,4-dioxánt emberekre rákkeltő hatású vegyületként tartja számon (az anyaggal rendszeresen találkozó munkásokat epidemiológiai tanulmányokban még nem figyelték meg, viszont irányított állatkísérletek alátámasztják ezt az állítást).  A kaliforniai Proposition 65 az 1,4-dioxánt karcinogénként osztályozza. Az FDA arra ösztönzi a gyártókat, hogy vonják ki az 1,4-dioxánt a termékeikből, mivel a szövetségi törvény szerint már nemkívánatos anyag.

## Fordítás
Ez a szócikk részben vagy egészben  a   Sodium laureth sulfate című angol Wikipédia-szócikk ezen változatának fordításán alapul.  Az eredeti cikk szerkesztőit annak laptörténete sorolja fel. Ez a jelzés csupán a megfogalmazás eredetét és a szerzői jogokat jelzi, nem szolgál a cikkben szereplő információk forrásmegjelöléseként.